# Saikyō Habu Shōgi
 (juin 2023).
Si vous disposez d'ouvrages ou d'articles de référence ou si vous connaissez des sites web de qualité traitant du thème abordé ici, merci de compléter l'article en donnant les références utiles à sa vérifiabilité et en les liant à la section « Notes et références ».
Saikyō Habu Shōgi (最強羽生将棋) est un jeu vidéo de shōgi sorti en 1996 sur Nintendo 64 uniquement au Japon. Le jeu a été développé et édité par Seta.
Le jeu met en vedette le joueur de shōgi Yoshiharu Habu. Il est l'un des trois titres de lancement de la Nintendo 64 au Japon.